# Alexander Iwanowitsch Petrunkewitsch
Alexander Iwanowitsch Petrunkewitsch, russisch Александр Иванович Петрункевич, englische Transkription Alexander Petrunkevitch, (* 22. Dezember 1875 in Pliski bei  Kiew; † 9. März 1964 in New Haven (Connecticut)) war ein russisch-US-amerikanischer Paläontologe und Arachnologe.
Sein Vater Iwan Iljitsch Petrunkewitsch war Mitglied der Staatsduma und Gründer der Konstitutionellen Demokraten. Petrunkewitsch studierte an der Lomonossow-Universität, musste dann aber aus politischen Gründen Russland verlassen und ging zum weiteren Studium an die Albert-Ludwigs-Universität Freiburg bei August Weismann, wo er 1900 in Zoologie promovierte (über die frühe Entwicklung des Eis der Honigbiene) und danach als Privatdozent Zytologie und Parasitologie lehrte. Außerdem betreute er die Parasiten- und Spinnensammlung der Universität, sein erster Kontakt mit Arachnologie. Dort lernte er seine US-amerikanische spätere Frau Wanda Hartshorn kennen und ging mit ihr 1903 in die USA. Ab 1910 war er Instructor und ab 1917 Professor an der Yale University. 1944 ging er in den Ruhestand, blieb aber weiter wissenschaftlich aktiv. Zu seinen Doktorandinnen gehörte 1931 die Mykologin Grace Evelyn Pickford. 
Petrunkewitsch war Spezialist für lebende und fossile Spinnentiere, zum Beispiel fossil erhalten in Steinkohle-Formationen und Bernstein. Er ist der Verfasser des 1956 erschienenen Bandes Chelicerata im Treatise on Invertebrate Paleontology. Er war ab 1954 Mitglied der National Academy of Sciences und Mitglied der Connecticut Academy of Arts and Sciences, deren Präsident er zeitweise war. 1959 erhielt er als erster die Addison Emery Verrill Medal des Peabody Museum of Natural History.
Er veröffentlichte Gedichte unter dem Pseudonym Alexandr Jan-Ruban und übersetzte Puschkin und das Igorlied ins Englische und Byron (Manfred) ins Russische.
Er beschrieb über 100 neue Spinnenarten und legte eine große Sammlung von Spinnen an. Außerdem experimentierte er mit lebenden Spinnen im Labor.